# 乙 (漫画家)
乙（もろは、MOROHA）は、日本の漫画家。主に商業誌で成人向け漫画を執筆している。「乙（もろは）」と表記されることが多い。
現在は「二式鋏（にしきばさみ）」名義で、電子コミック「コミックハウスEroha」にて連載中。

## 作品リスト

### 単行本
1. 『ぶらっくぱれっと』
  - 2004年10月10日（2004年9月11日発売[1]）、メディアックス〈MDコミックス〉、ISBN 4-89613-694-2
  - はーとセンチ／はーとセンチ2／くノ一捕物帖／TUTU I ZUTU／Wild＆Beat＆Rain／C-Boy’s／TOILET-0／ぷりんシスクライせす／ぷりんシスクライせす2／ある、古いドルメンの下で／ねらわれたブルマー
2. 『死神と僕』
  - 2006年2月15日、メディアックス〈MDコミックス〉、ISBN 4-86201-012-1
  - 死神と僕／天使と僕／死神と天使と僕／雨／海上にて在る／蝶は夢を見る／RUNNING MY HEART／未だ海上にて在る／がーる・はんたー／不思議の国のめいど姫／終なき海上にて在る
3. 『KEEP OUT』
  - 2007年10月26日発売[2]、茜新社〈TENMA COMICS〉、ISBN 978-487182-9502
  - 緊急出動マイしすた〜／夏休み子供サスペンス劇場／Hush-a-by…／ぐらうんどゲーム／家族のありかた☆／鋼鉄少女（その1、その2）／痴漢誘発娘／プレイボール／チョコはざ〜ど／とても大きな流れの中で…
4. 『トラトラトラ』
  - 2009年8月21日発売[3]、茜新社〈TENMACOMICS RIN〉、ISBN 978-486349-0901
  - ペットなあるじ様／その姉危険につき取扱注意／Steal Hearts／箱の中のばんぱいあ／秘密の委員長／ちよのコンビニ経営録／こるり☆アタック!／はるなつあきふゆ（#1〜#4）／空を見上げて／あとがき／イラスト（カバー裏）
5. 『狐のマヨヒガ』
  - 2011年11月28日発売[4]、茜新社〈TENMACOMICS RIN〉、ISBN 978-486349-2615
  - 狐のマヨヒガ（1〜3）／クリスマスのおくりもの／ラケシスの娘／恋までのきょり／あんず姫／そのコタツは永遠に／おしいれのおもちゃ箱／いわくつきアパート
6. 『セピア色のチョコレート』 ※二式鋏名義
  - 2016年5月28日発売[5]、茜新社〈TENMACOMICS JC〉、ISBN 978-4-86349-562-3
  - セピア色のチョコレート／エロは僕らの心を救う／弟の育て方を間違えてしまいました。／夏のイタズラ／恋人はワームキラー／僕の同居人にはオッパイがある／ボクをとりまく姉妹闘争／楽園世界の侵略者／Life is･･･

### 単行本未収録作品
- COMIC POT（メディアックス）
  - 魔女裁判（2003年4月号）
  - 妖精奇譚（2004年9月号）
  - 秋の対策安全委員会（2005年1月号）
  - 蒼と銀紗とおおかぼちゃ（2005年11月号）
  - Printing Out（2005年12月号）
  - ランブルフィッシュ（2006年6月号）
- コミックメガストア（コアマガジン）
  - おキツネ様が一匹（2004年7、10、12、2005年3月号）[6][7][8][9]
  - ぶらっくしすたぁーず（2005年4月号）[10]
  - 若葉萌ゆ（2005年8、11、2006年3月号）[11][12][13]
  - 黒ナースにくびったけ!?（2006年5月号）[14]
  - 魔法科学部!（2006年9月号）[15]
  - おもちゃ箱（2007年12月号）[16]
- COMIC RIN（茜新社）
  - 悪霊退散☆まいしすた〜（Vol.21 2006年8月）[17]
  - 赤点の公式（2010年5月号）[18]
  - リアルオンラインげーむ（2010年9月号）[18]
  - マジカルアニメ研究部（2011年1月号）[19]
  - こうはいチャンネル（2011年10月号）[19]
  - 箱庭戦争（2012年1月号）[20]
  - 曰く、神のみぞ知る（2012年4月号）[21]
- コミックメガストアH（コアマガジン）
  - 僕の妹はわんダフル（2008年9月号）[22]